# Colletes fulvicornis
Colletes fulvicornis är en biart som beskrevs av Noskiewicz 1936. Colletes fulvicornis ingår i släktet sidenbin, och familjen korttungebin. Inga underarter finns listade i Catalogue of Life.